# Jugador Defensivo del Año de la NABC
El Jugador Defensivo del Año de la NABC (en inglés, NABC Defensive Player of the Year) es un premio anual otorgado por la Asociación Nacional de Entrenadores de Baloncesto (NABC, por sus siglas en inglés) al mejor jugador defensivo del baloncesto universitario. El premio fue entregado por primera vez en 1987 y era previamente conocido con el nombre de Henry Iba Corinthian Award, nombrado en honor al entrenador miembro del Hall of Fame Henry Iba, quien dirigió a Oklahoma State desde 1934 hasta 1970.
Duke domina el premio con un seis vencedor para un total de nueve premios. La otra universidad con más de un premiado es Connecticut, con dos ganadores y cuatro galardones. Tres jugadores han ganado el premio en tres ocasiones: Stacey Augmon de UNLV (1989–91), Tim Duncan de Wake Forest (1995–97) y Shane Battier de Duke (1999–2001).
Dos ganadores del premio han nacido fuera del territorio de los Estados Unidos. Duncan nació en las Islas Vírgenes de los Estados Unidos, un área insular de Estados Unidos, por lo que según la ley es ciudadano estadounidense por nacimiento. Hasheem Thabeet, ganador en 2008 y 2009, es nativo de Tanzania.

## Ganadores

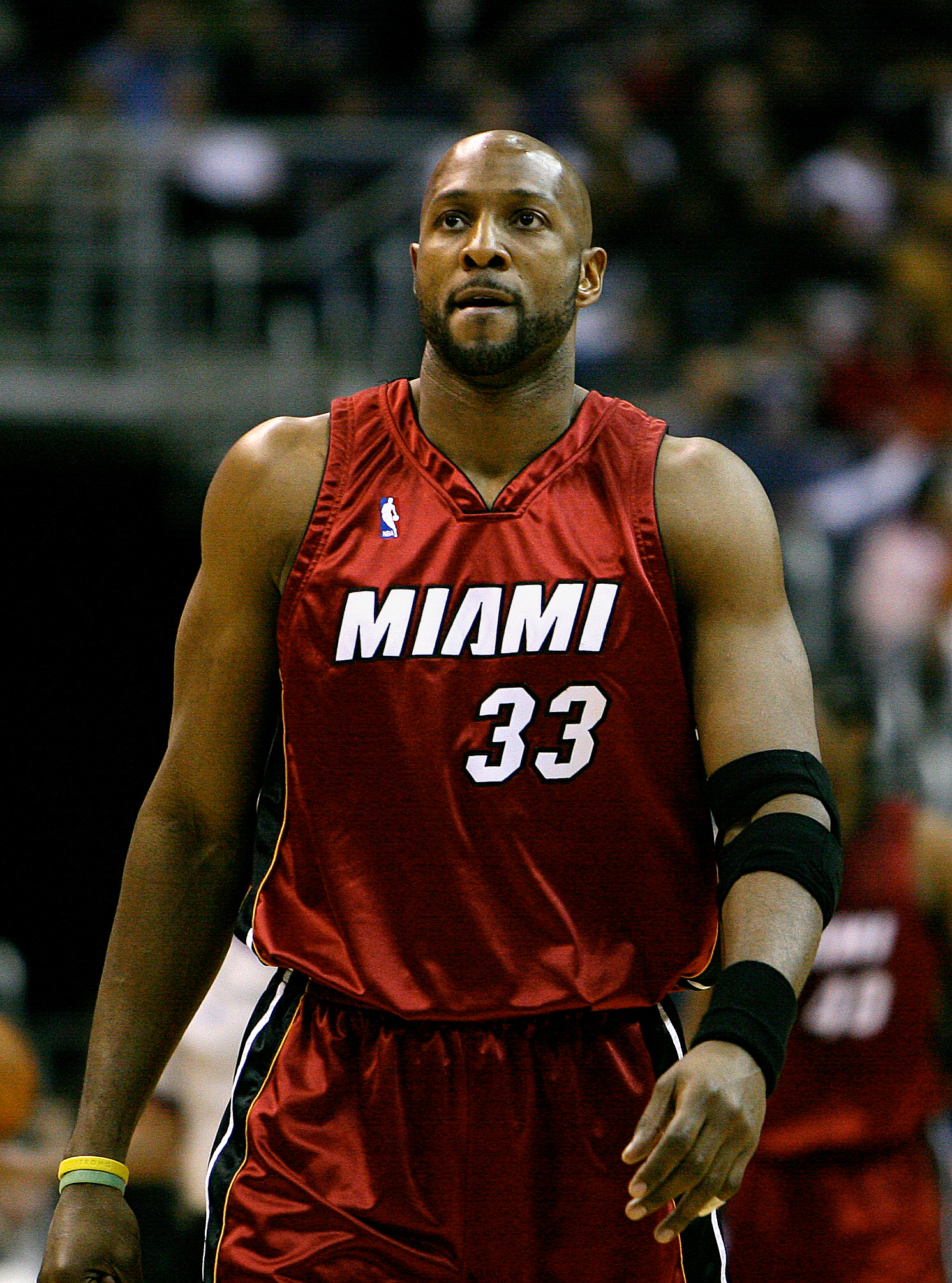
Alonzo Mourning ganó el premio en 1992.

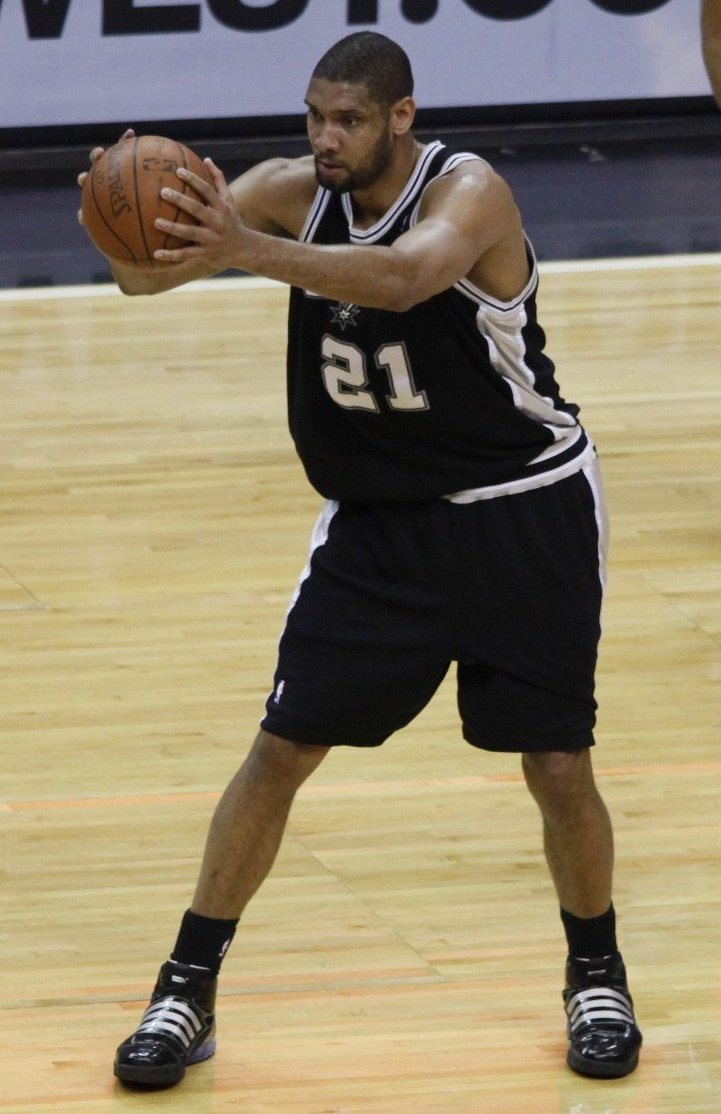
Tim Duncan es uno de los tres jugadores en ganar el premio en tres ocasiones.

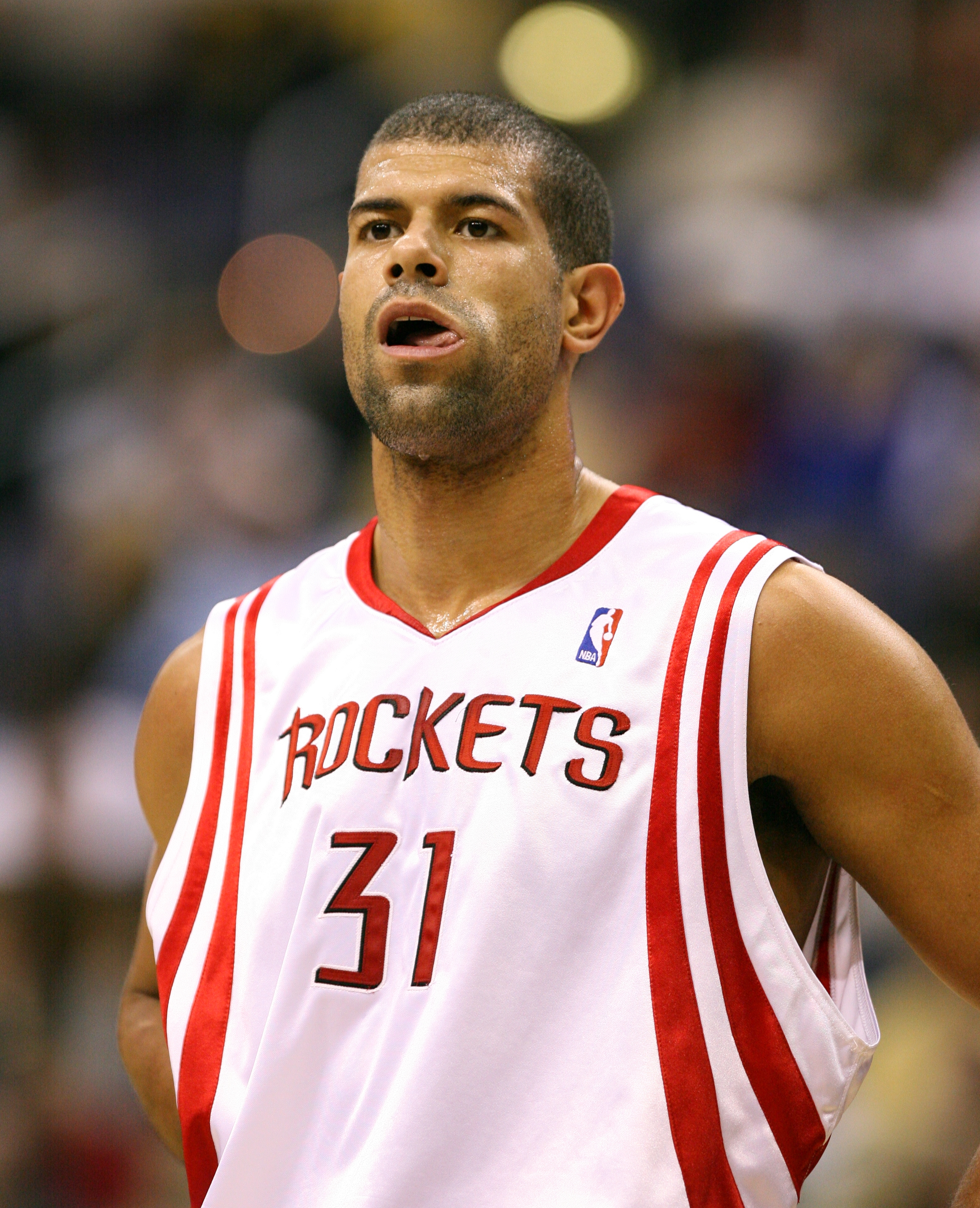
Shane Battier es uno de los tres jugadores en ganar el premio en tres ocasiones.

| †           | Co-Jugadores del año                                                                                                |
| *           | Ganador del premio al mejor universitario del año: el Naismith College Player of the Year o el John R. Wooden Award |
| Jugador (X) | Denota el número de veces que ha conseguido el galardón                                                             |

| Temporada | Jugador              | Universidad       | Posición        | Curso     |
| --------- | -------------------- | ----------------- | --------------- | --------- |
| 1986–87   | Tommy Amaker         | Duke              | Base            | Senior    |
| 1987–88   | Billy King           | Duke              | Alero           | Senior    |
| 1988–89   | Stacey Augmon        | UNLV              | Alero           | Sophomore |
| 1989–90   | Stacey Augmon (2)    | UNLV              | Alero           | Junior    |
| 1990–91   | Stacey Augmon (3)    | UNLV              | Alero           | Senior    |
| 1991–92   | Alonzo Mourning      | Georgetown        | Pívot           | Senior    |
| 1992–93   | Grant Hill           | Duke              | Escolta / Alero | Junior    |
| 1993–94   | Jim McIlvaine        | Marquette         | Pívot           | Senior    |
| 1994–95   | Tim Duncan           | Wake Forest       | Pívot           | Sophomore |
| 1995–96   | Tim Duncan (2)       | Wake Forest       | Pívot           | Junior    |
| 1996–97   | Tim Duncan* (3)      | Wake Forest       | Pívot           | Senior    |
| 1997–98   | Steve Wojciechowski  | Duke              | Escolta         | Senior    |
| 1998–99   | Shane Battier        | Duke              | Alero           | Sophomore |
| 1999–00†  | Shane Battier (2)    | Duke              | Alero           | Junior    |
| 1999–00†  | Kenyon Martin*       | Cincinnati        | Pívot           | Senior    |
| 2000–01   | Shane Battier* (3)   | Duke              | Alero           | Senior    |
| 2001–02   | John Linehan         | Providence        | Base            | Senior    |
| 2002–03   | Emeka Okafor         | UConn             | Pívot           | Sophomore |
| 2003–04   | Emeka Okafor (2)     | UConn             | Pívot           | Junior    |
| 2004–05   | Shelden Williams     | Duke              | Ala-Pívot       | Junior    |
| 2005–06   | Shelden Williams (2) | Duke              | Ala-Pívot       | Senior    |
| 2006–07   | Greg Oden            | Ohio State        | Pívot           | Freshman  |
| 2007–08   | Hasheem Thabeet      | UConn             | Pívot           | Sophomore |
| 2008–09   | Hasheem Thabeet (2)  | UConn             | Pívot           | Junior    |
| 2009–10   | Jarvis Varnado       | Mississippi State | Pívot           | Senior    |
| 2010–11   | Kenneth Faried       | Morehead State    | Ala-Pívot/Pívot | Senior    |
| 2011–12   | Anthony Davis        | Kentucky          | Pívot           | Freshman  |
| 2012–13†  | Victor Oladipo       | Indiana           | Escolta         | Junior    |
| 2012–13†  | Jeff Withey          | Kansas            | Pívot           | Senior    |
| 2013–14   | Aaron Craft          | Ohio State        | Base            | Senior    |
| 2014–15   | Willie Cauley-Stein  | Kentucky          | Ala-Pívot       | Junior    |
| 2015–16   | Malcolm Brogdon      | Virginia          | Escolta         | Senior    |
| 2016–17   | Jevon Carter         | West Virginia     | Base            | Junior    |
| 2017–18   | Jevon Carter (2)     | West Virginia     | Base            | Senior    |
| 2018–19   | De'Andre Hunter      | Virginia          | Alero           | Sophomore |
| 2019–20   | Udoka Azubuike       | Kansas            | Pívot           | Senior    |
| 2020–21   | Davion Mitchell      | Baylor            | Base            | Junior    |
| 2021–22   | Walker Kessler       | Auburn            | Pívot           | Sophomore |
| 2022–23   | Jaylen Clark         | UCLA              | Escolta         | Junior    |
| 2023–24   | Jamal Shead          | Houston           | Base            | Senior    |
| 2024–25   | Ryan Kalkbrenner     | Creighton         | Pívot           | Graduado  |

## Ganadores por universidad
| Universidad       | Premios | Años                                                  |
| ----------------- | ------- | ----------------------------------------------------- |
| Duke              | 9       | 1987, 1988, 1993, 1998, 1999, 2000†, 2001, 2005, 2006 |
| UConn             | 4       | 2003, 2004, 2008, 2009                                |
| UNLV              | 3       | 1989, 1990, 1991                                      |
| Wake Forest       | 3       | 1995, 1996, 1997                                      |
| Kentucky          | 2       | 2012, 2015                                            |
| Ohio State        | 2       | 2007, 2014                                            |
| West Virginia     | 2       | 2017, 2018                                            |
| Virginia          | 2       | 2016, 2019                                            |
| Kansas            | 2       | 2013†, 2020                                           |
| Auburn            | 1       | 2022                                                  |
| Baylor            | 1       | 2021                                                  |
| Cincinnati        | 1       | 2000†                                                 |
| Creighton         | 1       | 2025                                                  |
| Georgetown        | 1       | 1992                                                  |
| Houston           | 1       | 2024                                                  |
| Indiana           | 1       | 2013†                                                 |
| Marquette         | 1       | 1994                                                  |
| Mississippi State | 1       | 2010                                                  |
| Morehead State    | 1       | 2011                                                  |
| Providence        | 1       | 2002                                                  |
| UCLA              | 1       | 2023                                                  |